# 타운즈빌 크로커다일스
타운즈빌 크로커다일스(Townsville Crocodiles)는 퀸즐랜드주, 타운즈빌을 연고지로 하는 1998년부터 2016년까지 NBL 소속 프로 농구 팀이다. 홈경기장은 타운즈빌 엔터테인먼트 앤 컨벤션 센터이다.